# Yavin
Yavin (também conhecido como “Yavin Prime”, para diferenciá-lo de suas luas) é um planeta fictício da galáxia de Star Wars. Apareceu pela primeira vez no filme Star Wars de 1977 e é descrito como um grande gigante gasoso vermelho com um extenso sistema de satélites de luas. A base militar oculta da Aliança Rebelde está localizada em sua quarta lua, Yavin 4.
A batalha espacial climática no final do filme, na qual a Aliança Rebelde destrói a Estrela da Morte, ocorre na órbita do planeta Yavin. No fandom de Star Wars e no Universo expandido de Star Wars, esse evento é especialmente significativo, pois é um método usado para marcar uma época no universo fictício de Star Wars. Os eventos na continuidade de Star Wars Legends são normalmente datados em termos de anos BBY (“Antes da Batalha de Yavin”) ou ABY (“Depois da Batalha de Yavin”).

## Representação
Nos primeiros rascunhos da história de Star Wars, o autor George Lucas começou a inventar nomes de personagens e planetas e a atribuir funções e características. Em The Star Wars (1973), Yavin é descrito como um planeta de selva habitado por wookiees de dois metros de altura. (Esse conceito acabou sendo alterado, embora o cenário de um planeta natal Wookiee tenha ressurgido mais tarde como o planeta Kashyyyk, como visto no filme de 2005 Star Wars: Episódio III – A Vingança dos Sith).
No segundo rascunho de 1975 de Lucas, The Adventures of the Starkiller Episódio I: The Star Wars, os heróis da história aterrissam em Yavin em cápsulas de fuga e são atacados por criaturas insetos. Eles encontram o Posto Avançado Rebelde de Massassi e conhecem personagens como Bail Antilles e General Dodonna, e o comandante rebelde é o Grand Moff Tarkin. É nesse local que Luke Skywalker termina sua busca ao se reunir com seu pai idoso. Em revisões posteriores da história, Tarkin se torna um oficial imperial e o pai de Luke é retirado da ação - mais tarde ele reaparece em O Império Contra-Ataca (1980) como a identidade oculta do principal antagonista, Darth Vader. No quarto rascunho (1976), Lucas acrescentou uma cena em que Luke também se reúne em Yavin com seu amigo de infância, Biggs Darklighter, uma cena que foi realmente filmada, mas posteriormente excluída do corte final do filme original de Star Wars. A cena foi reinserida na Edição Especial da Trilogia de Star Wars de 1997. A cena final de uma cerimônia de premiação vitoriosa aparece nos primeiros rascunhos, mas originalmente se passa em um planeta de nuvens gasosas chamado Ophuchi.
De acordo com Leland Chee, executivo do Star Wars Story Group da Lucasfilm, “Yavin 4” (“Yavin Four” no diálogo) é a grafia correta, e não “Yavin IV”.

### Filme
O planeta Yavin fez sua primeira aparição no filme original de Star Wars, de 1977. O planeta é mostrado no espaço durante a aproximação da nave espacial Millennium Falcon como um grande planeta gigante gasoso vermelho; orbitando esse planeta, Yavin 4, a quarta lua, aparece na tela como um mundo semelhante à Terra, de cor verde/azul. As cenas que mostram a Base Rebelde são todas ambientadas nessa lua, que é coberta por densas selvas cobertas de névoa. A Aliança Rebelde estabeleceu sua base escondida em um complexo de ruínas de templos antigos, conhecido como ruínas Massassi. Altas torres de observação ficam acima das copas das árvores para monitorar as entradas e saídas da base. Depois de descoberta pelo Império Galáctico, a Base Yavin é ameaçada pela Estrela da Morte, a gigantesca estação espacial do Império que tem a capacidade de destruir planetas inteiros. A Rebelião lança um ataque à Estrela da Morte com caças estelares X-wing e Y-wing; faltando poucos segundos para a lua de Yavin ser destruída, Luke Skywalker lança torpedos de prótons e destrói com sucesso a Estrela da Morte. O filme termina com uma cerimônia de premiação triunfante em Yavin 4, na qual os heróis são condecorados por sua bravura.
Essa batalha ficou conhecida como a Batalha de Yavin, e sua data é usada como um marcador de lugar para eventos no universo expandido de Star Wars. Os eventos anteriores à Batalha de Yavin são marcados por BBY (“Before the Battle of Yavin” - Antes da Batalha de Yavin), e os eventos posteriores são marcados por ABY (“After the Battle of Yavin” - Depois da Batalha de Yavin)
Após os eventos do Episódio IV – Uma Nova Esperança, a Rebelião abandona a lua para buscar refúgio em outro lugar. No entanto, a base de Yavin aparece mais uma vez no filme autônomo de 2016, Rogue One. Passado pouco tempo antes do Episódio IV, Rogue One acompanha a história de uma jovem fora da lei chamada Jyn Erso, que se envolve com os rebeldes. Erso é levada para a base em Yavin 4 e várias cenas na base retratam personagens que apareceram originalmente em filmes anteriores de Star Wars, incluindo o senador Mon Mothma, Bail Organa e o General Dodonna. Erso discute com a liderança rebelde em Yavin 4 sobre um ataque planejado a uma base imperial para roubar os esquemas da Estrela da Morte. Desafiando a decisão deles contra a operação, Erso se junta a uma força-tarefa para roubar os planos da Estrela da Morte, dando início aos eventos que levam ao Episódio IV.

#### Locais de filmagem
Assim como em outros cenários fictícios de Star Wars, vários locais de filmagem do mundo real foram usados para criar o local da Lua de Yavin. Para o filme original de 1977, a Guatemala foi escolhida para a segunda unidade de filmagem, a fim de criar plano de estabelecimento para a base de Yavin e, em março de 1977, uma equipe liderada por Richard Edlund viajou para a Guatemala. As tomadas panorâmicas externas com o cenário de Yavin 4 foram filmadas com vista para o complexo da antiga pirâmide maia de Tikal, em meio a uma densa floresta tropical. O posto de observação dos Rebeldes foi construído com latas de lixo coladas e montadas em um poste; o artista de efeitos especiais Lorne Peterson foi persuadido a subir na estrutura precária para posar com o uniforme dos Rebeldes para a filmagem.
As cenas do hangar dos rebeldes foram filmadas dentro de dois galpões de aeronaves desativados da Segunda Guerra Mundial na RAF Cardington, na Inglaterra. O Galpão 1 serviu como hangar rebelde no Episódio IV. O exterior da entrada do hangar foi filmado em Cardington por meio de uma pintura fosca de uma estrutura de templo. Quando as equipes de filmagem retornaram a Cardington em 2015 para filmar Rogue One, usaram o Galpão 2.

### Outras mídias
Yavin 4 foi frequentemente apresentada no Universo expandido de Star Wars. Após a aquisição da Lucasfilm pela The Walt Disney Company em 2012, em abril de 2014, a maioria dos romances e quadrinhos licenciados de Star Wars produzidos desde o filme original de 1977 foram rebatizados como Star Wars Legends e declarados não-canônicos para a franquia.
Yavin 4 aparece na minissérie em quadrinhos de 2015 Star Wars: Shattered Empire como o lar de Shara Bey e Kes Dameron, os pais de Poe Dameron. Oscar Isaac, que interpreta Dameron na Trilogia sequela de Star Wars, solicitou especificamente que Yavin 4 fosse o mundo natal de seu personagem depois de saber que as cenas ambientadas na lua foram filmadas em seu país natal, a Guatemala.

#### Legends
Nas edições da história em quadrinhos do jornal Star Wars, escrita por Archie Goodwin e publicada entre 1981 e 1983, os Rebeldes permanecem estacionados por um tempo em Yavin 4 enquanto ela está sendo bloqueada pelo Império. Da mesma forma, nos quadrinhos Star Wars Kids publicados entre 1997 e 1998, os Rebeldes permanecem em Yavin 4 até que sua base seja infiltrada por um espião.
Na continuidade de Legends, diz-se que os templos gigantes na lua Yavin 4 foram construídos há muito tempo pelos Massassi para adorar Naga Sadow, um Lord Sith que escravizou e transformou os Massassi usando a Alquimia Sith. Na série de histórias em quadrinhos Tales of the Jedi, afirma-se que Yavin 4 foi o local onde Naga Sadow se escondeu da República em 5.000 BBY e foi descoberto várias centenas de anos depois pelo Jedi Freedon Nadd, que caiu. De acordo com a série de quadrinhos, os guerreiros Massassi que construíram as ruínas usadas pelos Rebeldes foram trazidos para o planeta pela Ordem Sith em seus primeiros anos.
Na trilogia de romances da Academia Jedi de 1994, Kevin J. Anderson sugere que o Cavaleiro Jedi Exar Kun mandou construir os templos. Envolvido pelo lado negro, Kun se elevou à estatura de um deus. Ele escravizou os Massassi e os forçou a construir um complexo intrincado de templos enormes que eram usados para cerimônias e ritos arcanos dos Sith como foco para o lado sombrio. Na mesma série, Yavin 4 é a base do Jedi Praxeum do Mestre Jedi Luke Skywalker, onde ele treina pessoalmente a próxima geração de Cavaleiros Jedi. Depois que Skywalker treinou um número suficiente de Jedi, esse dever é assumido pelos Mestres Jedi casados, o Mestre de Batalha Kam Solusar e sua esposa, a Bibliotecária Chefe Tionne Solusar, bem como outro ex-aprendiz de Skywalker, Streen. O Praxeum é destruído pelos Yuuzhan Vong durante a invasão da lua em 26 ABY. O Praxeum acaba sendo transferido para o antigo planeta natal dos Jedi, Ossus. O Praxeum original é o cenário principal da série Jovens Cavaleiros Jedi, baseada na sobrinha e no sobrinho adolescentes de Skywalker, Jaina e Jacen Solo.
No romance para jovens leitores The Lost City of the Jedi (1992), descobre-se, como o título sugere, que os antigos Jedi construíram uma cidade perdida em Yavin 4.
Na minissérie animada Star Wars: Clone Wars (2003), Yavin 4 é o local de um duelo entre Anakin Skywalker e Asajj Ventress, um seguidor do Conde Dookan. Anakin derrota Asajj, fazendo-a cair em um abismo escuro.
Nos videogames de Star Wars, Yavin 4 aparece no conteúdo para download do videogame Star Wars: Knights of the Old Republic. Yavin 4 também foi adicionado na última expansão (dezembro de 2014) do MMORPG Star Wars: The Old Republic. Intitulada “Shadow of Revan”, a expansão estabelece uma conexão com o jogo anterior.
O Super Star Destroyer Knight Hammer é destruído em Yavin quando foi desviado para o núcleo do planeta após uma colisão com uma nave Rebelde.
A série Junior Jedi Knights apresenta uma segunda lua habitada, Yavin 8, e menciona uma terceira, Yavin 13. Yavin 8 é o lar de uma espécie semelhante a uma sereia, as melodias, e seus vários predadores. Yavin 13 é compartilhada pela espécie Gerb, semelhante a um coelho, e pela serpentina Slith. O destino das duas luas e de seu povo não ficou claro após a invasão dos Yuuzhan Vong na série The New Jedi Order, com fontes contraditórias sobre se as luas foram eliminadas de toda a vida ou se os invasores simplesmente visaram todos os usuários da Força nelas.